# Numotion
Numotion is een Nederlandse leverancier van contentmanagementsystemen. Het werd in 1999 opgericht en heeft vestigingen in 's-Hertogenbosch en Nijmegen. Het is een spin-off van de TU Eindhoven en is een van de grotere leveranciers van Nederland.
Het bekendste product van Numotion is Nucontroller CMS, gebruikt voor de ontwikkeling en het beheer van internet-, intranet- of extranetwebsites voor nationale en internationale bedrijven zoals Océ, Spar Holding/International, GfK Panel Services, alsmede organisaties binnen het onderwijs, de zorg en de overheid.
Numotion behoort volgens Intermediair tot de meest innovatieve ICT-bedrijven van Nederland. In deze is het bedrijf actief binnen commerciële en opensourceprojecten, waarbij innovatie zich onder meer richt op webstandaarden, Web 2.0, Ajax, zoekmachineoptimalisatie, Network Neutrality, Identity 2.0 en sociaalnetwerksites zoals Hyves, Myspace, Flickr, YouTube en Digg.